# Особняк Хованова
Особняк Хованова — объект культурного наследия в Челябинске.

## Описание
В оценочных ведомостях недвижимого имущества Челябинска за 1901 год на ул. Оренбургской (ныне ул. Васенко, 25) упоминается пятикомнатный дом «запасного рядового» Д. Ф. Хованова (1858—22.05.1910).
Хованов Дорофей Филиппович первоначально имел деревянный дом на улице Уральской, что в Заречье (1891), торговал лесом и изделиями из леса. Его торговые лавки располагались на Восточной и Хлебной площадях Челябинска. Пробовал баллотироваться в гласные в 1906 году, но безуспешно.
Особняк был построен Д. Ф. Ховановым в 1908—1910 годах Дорофей Хованов погиб во время строительства своего дома, упав с лесов. Сын Дорофея Филлиповича Геннадий (1880—1956) перенял дело отца, но почти сразу же столкнулся с финансовыми трудностями. Он начал сдавать часть своего дома в аренду.
Так, в 1913 году в доме Хованова помещения арендовал доктор-акушер Б. М. Шехтер. В 1913 году за долги дом продан с торгов. Дом купил троицкий купец Г. А. Башкиров. Позднее за 60 тыс. рублей этот особняк купило Товарищество «Лаптевы и Манаев».
В ноябре 1916 году в газете «Челябинский листок» появилась заметка о передачи этим товариществом дома по Оренбургской ул. в дар городу для организации приюта. В 1923 году бывший дом Ховановых был муниципализирован, но уже в 1920—1922 годах в этом здании размещались сотрудники ЧК.